# Christie's
Christie's er et britisk auktionshus, der blev grundlagt i 1766 af James Christie. Virksomhedens primære adresse er på King Street i området St James's, London, og Rockefeller Plaza i New York City, USA.
Auktionshuset har blandt sine internationale repræsentationskontorer også en dansk afdeling, der ledes af kunstkonsulenterne Rikke Juel Brandt og Birgitta Hillingsø.
Christie's ejes i dag af Groupe Artémis, der er François-Henri Pinault holdingselskab. Salget for 2015 løb op i £4,8 mia.
Christie's har igennem årene solgt en lang række malerier fra nogle af verdens absolut største kunstnere og ofte for rekordbeløb. Disse inkluderer:
- Le Bassin Aux Nymphéas af Claude Monet blev solgt for $80,4 mio. den 24. maj 2008, hvilket til dato er den højeste pris for en Monet
- Lot and his Daughters af Peter Paul Rubens blev solgt for £44.882.500 den 7. juli 2016, hvilket var det højeste beløb for et maleri af en af de gamle mestre[5][6]